# Jerzy Dąbrowski (muzyk)
Jerzy Krzysztof Dąbrowski (ur. 10 grudnia 1951 w Krakowie, zm. 25 października 2001 w Szwajcarii) – polski perkusista.

## Kariera muzyczna
W latach 1970–1972 występował i nagrywał z krakowskim zespołem hardrockowym System. W późniejszych latach współpracował z takimi grupami jak m.in.: Niebiesko-Czarni (1971, 1973-1976), Telegram (1977-1980), Szwagry (1980), Dżamble (1980-1981), Wolna Grupa Bukowina (wczesne lata 80. XX w.), Pod Budą (wczesne lata 80. XX w.). Kilkakrotnie występował w audycjach realizowanych przez Telewizję Polską. Z Niebiesko-Czarnymi pojawił się w telewizyjnym widowisku artystycznym pt. Pochwała śpiewania w reż. Ryszarda Kubiaka (1974). Z Dżamblami wystąpił m.in. podczas jubileuszu 20-lecia klubu Pod Jaszczurami, co dokumentuje film pt. W Jaszczurowym herbie (TVP Kraków, 1980) i w programie telewizyjnym pt. Koncert na dwa głosy (reż. Paweł Karpiński) z Ewą Bem, Andrzejem Zauchą i Zdzisławem Wardejnem w rolach głównych (1981). Z krakowską formacją nagrywał także w Polskim Radiu, lecz nie wszystkie utwory ukazały się na płytach lub też nie zostały należycie opisane, tak samo jak w przypadku Wolnej Grupy Bukowiny. Muzyk zmarł 25 października 2001 roku w Szwajcarii.

## Dyskografia

### Albumy kompilacyjne
- 1987: Pod Budą – List do świata (LP, Wifon; reedycja kompaktowa Pomaton EMI z 2002 roku)[1]
- 2001: Pod Budą – Grupa Muzyczna „Pod Budą” Kraków (CD, Pomaton EMI – reedycja)[1]
- 2017: Niebiesko-Czarni – Ostatni kosmyk nocy. Nagrania archiwalne z lat 1971-1974 (CD, Kameleon Records)[1]
- 2021: Stefan Sendecki – Paranoja (CD, GAD Records)[1]
- 2021: Niebiesko-Czarni – Pod naszym niebem. Nagrania koncertowe 1964-1974 (CD, Kameleon Records)[1]